# 星等

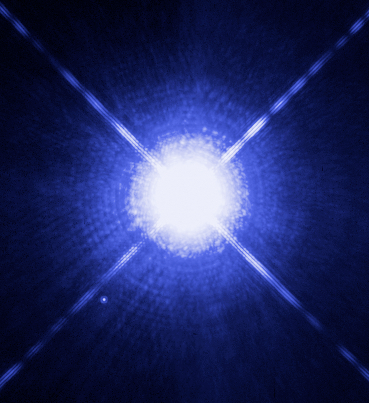
天狼星的星等约为-1.47等，是全天空最明亮的恒星之一

星等（英語：magnitude），為天文学术语，是指星体在天空中的相对亮度。一般而言，这也指“视星等”，即为从地球上所见星体的亮度。在地球上看起来越亮的星体，其视星等数值就越低。常见情况下人们使用可见光来衡量视星等，但在科学探测中，红外线等其它波段也有用到。不同波段探测到的星等数据会有所不同。一颗星星的星等，取决于它离地球的距离、它本身的光度（即为绝对星等）、星际尘埃遮蔽等多重因素。一般人的肉眼能够分辨的极限大约是6.5等。

## 视星等
| 人眼 是否 可见 | 视星等 | 亮度 相对于 织女一 | 亮于 这个星等 的恒星数量 |
| -------------- | ------ | ------------------ | ------------------------ |
| 是             | −1.0   | 250%               | 1                        |
| 是             | 0.0    | 100%               | 4                        |
| 是             | 1.0    | 40%                | 15                       |
| 是             | 2.0    | 16%                | 48                       |
| 是             | 3.0    | 6.3%               | 171                      |
| 是             | 4.0    | 2.5%               | 513                      |
| 是             | 5.0    | 1.0%               | 1 602                    |
| 是             | 6.0    | 0.40%              | 4 800                    |
| 否             | 7.0    | 0.16%              | 14 000                   |
| 否             | 8.0    | 0.063%             | 42 000                   |
| 否             | 9.0    | 0.025%             | 121 000                  |
| 否             | 10.0   | 0.010%             | 340 000                  |

视星等（英語：apparent magnitude，符號：m）最早是由古希腊天文学家喜帕恰斯制定的，他把自己编制的星表中的1022颗恒星按照亮度划分为6个等级，即1等星到6等星。1850年英国天文学家普森发现1等星要比6等星亮100倍。根据这个关系，星等被量化。重新定义后的星等，每级之间亮度则相差2.512倍，1勒克司（照度单位）的视星等为-13.98。
但1到6的星等并不能描述当时发现的所有天体的亮度，天文学家延展本來的等級──引入「负星等」概念。这样整个视星等体系一直沿用至今。如牛郎星为0.77，织女星为0.03，除了太陽之外最亮的恒星天狼星为−1.44，太阳为−26.7，满月为−12.8，金星最亮时为−4.89。现在地面上最大的望远镜可看到24等星，而哈勃望远镜则可以看到30等星。
因为视星等是人们从地球上观察星体亮度的度量，它实际上只相当于光学中的照度；因为不同恒星与地球的距离不同，所以视星等并不能指示出恒星本身的发光强度。
由于视星等需要同时考虑星体本身光度与到地球的距离等多重因素，会出现距离地球近的星体视星等不如距离远的星体的情况。例如巴纳德星距离地球仅6光年，却无法被肉眼所见（9.54等）。
如果人们在理想環境下（清澈、晴朗且没有月亮的夜晚），肉眼能观察到的半個天空平均约3000颗星星（至6.5等計算），整个天球能被肉眼看到的星星則约有6000颗。大多数能为肉眼所见的星星都在数百光年内。现在人类用肉眼可以看见的最远天体是三角座星系，其星等约为6.3，距离地球约290万光年。历史上肉眼能看见的最远天体是GRB 080319B在2008年3月19日的一次伽玛射线暴，距离地球达到75亿光年，视星等达到5.8，相当于用肉眼看见那里75亿年前发出的光。
另外，宇宙中大量的星际尘埃也会影响到星星的视星等。由于尘埃的遮蔽，一些明亮的星星在可见光上将变得十分暗淡。有一些原本能为肉眼所见的恒星变得再也无法用肉眼看见，例如银河系中心附近的手枪星。
星星的视星等也随着星星本身的演化、和它们与地球的距离变化而变化当中。例如，当超新星爆发时，星体的视星等有机会骤增好几个等级。在未来的几万年内，一些逐渐接近地球的恒星将会显著变亮，例如葛利斯710在约一百万年后将从9.65等增亮到肉眼可见的1等。
| –67.57               | 在距离一天文单位上看伽马射线暴GRB080319B。                                                                           | | |
| –41.39               | 在距离一天文单位上看天鵝座OB2#12。                                                                                   | | |
| –40.67               | 在距离一天文单位上看M33-013406.63。                                                                                  | | |
| –40.17               | 在距离一天文单位上看海山二。                                                                                         | | |
| –40.07               | 在距离一天文单位上看尾宿三。                                                                                         | | |
| –39.66               | 在距离一天文单位上看R136a1。                                                                                         | | |
| –39.47               | 在距离一天文单位上看天津增九。                                                                                       | | |
| –38.00               | 在距离一天文单位上看参宿七。此时将看到一团巨大的火球，占据着35°的天空。                                              | | |
| –30.30               | 在距离一天文单位上看天狼星。                                                                                         | | |
| –29.30               | 在水星近日点上看太阳。                                                                                               | | |
| –27.40               | 在金星近日点上看太阳。                                                                                               | | |
| –26.74               | 在地球上看太阳的平均亮度，比满月亮40万倍。                                                                           | | |
| –25.60               | 在火星远日点上看太阳。                                                                                               | | |
| –25.00               | 引起眼睛轻微疼痛的最小亮度。                                                                                         | 引起眼睛轻微疼痛的最小亮度。                                                                         | 引起眼睛轻微疼痛的最小亮度。                                                                         |
| –23.00               | 在木星远日点上看太阳。                                                                                               | | |
| –21.70               | 在土星远日点上看太阳。                                                                                               | | |
| –20.20               | 在天王星远日点上看太阳。                                                                                             | | |
| –19.30               | 在海王星远日点上看太阳。                                                                                             | | |
| –18.20               | 在冥王星远日点上看太阳。                                                                                             | | |
| –16.70               | 在阋神星远日点上看太阳。                                                                                             | | |
| –14.20               | 1个勒克斯的亮度。 | 1个勒克斯的亮度。                                                                                    | 1个勒克斯的亮度。                                                                                    |
| –12.92               | 满月最亮时的亮度（一般是–12.76）。                                                                                   | | |
| –12.40               | 当参宿四变成超新星时从地球上看到的亮度。                                                                             | | |
| –11.20               | 在塞德娜近日点上看太阳。                                                                                             | | |
| –10.00               | 1965年池谷－关彗星接近太阳时最亮的水平。                                                                             | | |
| –9.50                | 在地面上可见的最亮的人造卫星。                                                                                       | | |
| –7.50                | 超新星SN 1006在1006年爆发最亮时的程度。                                                                              | | |
| –6.50                | 夜空的总综合星等。                                                                                                   | | |
| –6.00                | 距离地球6500光年远的SN 1054在1054年爆发时的最大亮度。                                                                | | |
| –4.89                | 从地球上看金星的最大亮度。                                                                                           | | |
| -4.14                | 从地球上看金星的平均亮度。                                                                                           | | |
| –4.00                | 当太阳高高挂在天上时，肉眼能分辨的最暗天体。当天体的视星等等于或低于-4时，天体会投下人眼可见的阴影。                 | 当太阳高高挂在天上时，肉眼能分辨的最暗天体。当天体的视星等等于或低于-4时，天体会投下人眼可见的阴影。 | 当太阳高高挂在天上时，肉眼能分辨的最暗天体。当天体的视星等等于或低于-4时，天体会投下人眼可见的阴影。 |
| –3.99                | 470万年前从地球上看弧矢七的亮度。它是距今前后五百万年的時間範圍內，从地球上所能看到最亮的恒星（除了太阳、超新星）。  | | |
| –3.82                | 从地球上看金星的最低亮度（当金星处于轨道远离地球的一侧时）。                                                         | | |
| –2.94                | 从地球上看木星的最大亮度。                                                                                           | | |
| –2.91                | 从地球上看火星的最大亮度。                                                                                           | | |
| –2.50                | 当太阳低于地平线10度时，肉眼所能见到的最暗天体。                                                                     | 当太阳低于地平线10度时，肉眼所能见到的最暗天体。                                                     | 当太阳低于地平线10度时，肉眼所能见到的最暗天体。                                                     |
| –2.50                | 从地球上看新月的最大亮度。                                                                                           | | |
| –2.45                | 从地球上看水星的最大亮度（当水星处于合的位置时）。                                                                   | | |
| -2.20                | 从地球上看木星的平均亮度。                                                                                           | | |
| –1.66                | 从地球上看木星的最低亮度。                                                                                           | | |
| –1.47                | 从地球上看天狼星的亮度。它是目前全天空除太阳外最明亮的恒星。                                                         | | |
| –0.83                | 1843年4月海山二假超新星爆发时的最大亮度。                                                                            | | |
| –0.72                | 从地球上看老人星的亮度。                                                                                             | | |
| –0.49                | 从地球上看土星的最大亮度（当它的光环完全朝地球敞开时）。                                                             | | |
| –0.27                | 从地球上看南门二的亮度。                                                                                             | | |
| –0.04                | 从地球上看大角星的亮度。                                                                                             | | |
| −0.01                | 从地球上看半人马座α星A。                                                                                             | | |
| 0.03                 | 从地球上看织女星。它也是最初被定义为0等的恒星。                                                                      | | |
| 0.23                 | 从地球上看水星的平均亮度。                                                                                           | | |
| 0.46                 | 从南门二看太阳。 | | |
| 0.46                 | 从地球上看土星的平均亮度。                                                                                           | | |
| 0.71                 | 从地球上看火星的平均亮度。                                                                                           | | |
| 1.47                 | 从地球上看土星的最低亮度。                                                                                           | | |
| 1.84                 | 从地球上看火星的最低亮度。                                                                                           | | |
| 3.03                 | SN 1987A在大麦哲伦星云内爆发时的最大亮度。距离地球16万光年远。                                                       | | |
| 3至4                 | 当人身处城市（即较大光污染）时肉眼所能看见的最暗天体。                                                               | 当人身处城市（即较大光污染）时肉眼所能看见的最暗天体。                                               | 当人身处城市（即较大光污染）时肉眼所能看见的最暗天体。                                               |
| 4.36                 | 从地球上看仙女座星系 （M31）的亮度。                                                                                 | | |
| 4.38                 | 从地球上看木卫三的最大亮度。它是太阳系已知最大的卫星。                                                               | | |
| 4.50                 | 从地球上看M41。 | | |
| 5.20                 | 从地球上看灶神星的最大亮度。                                                                                         | | |
| 5.32                 | 从地球上看天王星的最大亮度。                                                                                         | | |
| 5.68                 | 从地球上看天王星的平均亮度。                                                                                         | | |
| 5.72                 | 从地球上看三角座星系的最大亮度。                                                                                     | | |
| 5.73                 | 从地球上看水星的最低亮度。                                                                                           | | |
| 5.80                 | 2008年3月19日发生的GRB 080319B伽玛射线暴的最大亮度，持续约半分钟，它刷新了人类以肉眼看见的最远天体记录（75亿光年）。 | | |
| 5.95                 | 从地球上看天王星的最低亮度。                                                                                         | | |
| 6.49                 | 从地球上看智神星的最大亮度。                                                                                         | | |
| 6.50                 | 在非常好的观测条件下普通人用肉眼所能看到近似极限。6.5等以下的恒星大约有9500颗。                                      | 在非常好的观测条件下普通人用肉眼所能看到近似极限。6.5等以下的恒星大约有9500颗。                      | 在非常好的观测条件下普通人用肉眼所能看到近似极限。6.5等以下的恒星大约有9500颗。                      |
| 6.64                 | 从地球上看谷神星的最大亮度。                                                                                         | | |
| 6.75                 | 从地球上看虹神星的最大亮度。                                                                                         | | |
| 6.90                 | 从地球上看波德星系的亮度。虽然暗于6.5等但仍处于人眼观测极限范围内。                                                  | | |
| 7.67                 | 从地球上看海王星的最大亮度。                                                                                         | | |
| 7.78                 | 从地球上看海王星的平均亮度。                                                                                         | | |
| 8.00                 | 从地球上看海王星的最低亮度。                                                                                         | | |
| 8.00                 | 极端的裸眼极限，地球上最黑暗的天空，波特尔暗空分类法1级。                                                            | 极端的裸眼极限，地球上最黑暗的天空，波特尔暗空分类法1级。                                            | 极端的裸眼极限，地球上最黑暗的天空，波特尔暗空分类法1级。                                            |
| 8.10                 | 从地球上观测土卫六（泰坦星）的最大亮度。                                                                             | | |
| 8.29                 | 从地球上观测盾牌座UY的亮度。                                                                                         | | |
| 8.94                 | 从地球上观测健神星的最大亮度。                                                                                       | | |
| 9.50                 | 一般情况下，使用7x50双筒望远镜能看到的最暗范围。                                                                     | 一般情况下，使用7x50双筒望远镜能看到的最暗范围。                                                     | 一般情况下，使用7x50双筒望远镜能看到的最暗范围。                                                     |
| 10.20                | 从地球上观测土卫八的最大亮度。                                                                                       | | |
| 12.91                | 最亮的类星体3C 273，距离地球24.4亿光年。                                                                             | | |
| 13.42                | 从地球上观测海卫一的最大亮度。                                                                                       | | |
| 13.65                | 从地球上观测冥王星的最大亮度，比6.5等星暗725倍。                                                                     | | |
| 15.40                | 从地球上观测小行星2060的最大亮度。                                                                                   | | |
| 15.55                | 从地球上观测冥卫一的最大亮度。                                                                                       | | |
| 16.80                | 从地球上观测鸟神星。                                                                                                 | | |
| 17.27                | 从地球上观测妊神星。                                                                                                 | | |
| 18.70                | 从地球上观测阋神星。                                                                                                 | | |
| 20.70                | 从地球上观测木卫十七。                                                                                               | | |
| 22.00                | 使用里奇-克莱琴望远镜拍摄30分钟重叠影像所能看到的极限。                                                              | | |
| 22.91                | 从地球上观测冥卫三。                                                                                                 | | |
| 23.38                | 从地球上观测冥卫二。                                                                                                 | | |
| 24.00                | 泛星计划1.8米望远镜使用60秒曝光可观测到的最暗物体，这是目前自动全天体测量的极限。                                    | | |
| 24.80                | 类星体CFHQS J1641+3755的亮度                                                                                         | | |
| 25.00                | 从地球上观测土卫四十一。                                                                                             | | |
| 27.00                | 使用8米地面望远镜能观测到的最暗物体。                                                                                | | |
| 28.00                | 如果把木星放到距离太阳5000个天文单位的位置（0.08光年）。                                                             | | |
| 28.20                | 2003年，当哈雷彗星运行到距离太阳28个天文单位的时候。                                                                 | | |
| 31.50                | 哈勃太空望远镜通过哈勃超深空在可见光下可观测到的最暗的物体，曝光时间约为23天，收集时间为10年。                       | | |
| 34.00                | 詹姆斯韦伯太空望远镜在可见光下能看到的最暗物体。                                                                     | | |
| 35.00                | 从地球上看已知最暗小行星(未命名)的预期亮度，这是一个950米的柯伊伯带天体，由HST在2009年从一颗恒星前发现。             | | |
| 35.00                | 在地球上观测变星LBV 1806-20。距离地球30000-49000光年。它本身光度很高，但星际尘埃的消光使得它的光传到地球时相当地暗。 | | |
| 36.00                | 使用欧洲极大望远镜能够探测到的最暗星体极限。                                                                         | | |
| 请参见恒星亮度列表。 | | | |

## 绝对星等
由于视星等需要考虑星体光度、距离、星际尘埃遮蔽等多重因素，因此仅凭视星等衡量恒星本身亮度是不客观的。只有从已知的距离观察一个恒星得到的亮度，才能确定它自身的发光强度，并用来与其他星体进行比较。我们把从距离星体10个秒差距（32.6光年）的地方看到的目视亮度（也就是视星等），叫做该星体的绝对星等（英語：absolute magnitude，符號：M）。按照这个度量方法，牛郎星为2.19等，织女星为0.5等，天狼星为1.43等，太阳为4.8等。
絕對星等與視星等的換算：
M = m + 5 - 5  log d，
其中M為絕對星等，m為視星等，d為以秒差距為單位的恆星距離。
因为行星、小行星、彗星等天体只能依靠反射星光才能看到，即使从固定的距离观察，它们的亮度也会不同，所以行星、小行星、彗星的绝对星等需要另外定義。行星的绝对星等定义为“天体在距离太阳和地球的距离都为一个天文单位（au），且相位角为0°时，呈现的视星等”。

## 各种类型的星等
以下列举使用不同的观测手段或关注的领域的星等。它们都有视星等和绝对星等之分。除此之外，还有AB星等（AB magnitude）和基于织女一的Vega星等。各种数据库，比如SDSS，会说明自身的星等标准。

### 光电星等
最常用的光电星等系统是UBV系统。

LBV 1806-20由于躲藏在尘埃云后，在可见光下仅有35等，然而在穿透力较强的红外线下可测出8等。灵活使用不同波长将对观测这类天体大有帮助

UBV系统包括对天体在三个波长段的辐射测量，传统上通过在检测系统前放置标准滤光片实现：
- U：波长360纳米（nm）左右，测量近紫外线成份，所得为紫外星等。
- B：波长440nm左右，测量蓝色成分，所得为蓝色星等（蓝等，英文）。
- V：波长550nm左右，测量黄、绿色成分，和人眼所见亮度接近，所得为可见星等。天文文献中，不特别说明的星等一般是可见星等。

它们之间的换算可以表示为
M=-2.5 log10 E -5log10 r + 常数
其中M为绝对星等，E为照度，在国际单位制中的单位是坎德拉／米2；r为天体距离，常数的定义目前为太阳的可见绝对星等MU=5.61, MB=5.84, MV=4.83。
其它波段也可以测量星等。例如SDSS可以测量五种波段的星等：紫外（u），绿色（g），红色（r），近红外（i）和红外（z）。各个测出的数值都不相同。在某些有特殊需求的场合（例如穿透尘埃云），这些波段将大有作用。

### 其它標準
在波格森的系統下，恆星織女星被用作基本參考星，無論量測科技或波長濾波器如何，視星等都定義為零。這就是為什麼比織女星更亮的天體，比如天狼星（以織女星為標準的星等為 − 1.46或 − 1.5）具有負星等。然而，在二十世紀末，人們發現織女星的亮度有所不同，因此不適合作為絕對參考，所以參考系統被現代化，不再依賴於任何特定恆星的穩定性。這就是為什麼織女星的星等在現在很接近，但不再完全為零，而是在可見光（V，視覺）波段為0.03。 
當前的絕對參考系統包括AB星等系統，其中參考的是各個頻率具有恆定通量密度的源，以及STMAG系統，其中參考源被定義為各個波長具有恆定通量密度。

#### 分貝
强度的另一個對數標度是分貝。雖然它通常用於聲音强度，但也用於光强度。它是光電倍增管的一個參數，也是望遠鏡和顯微鏡等類似相機的光學元件的一個參數。強度為10的每個因數對應於10分貝。特別是，強度為100的乘數對應於20分貝的增加，也對應於幅度減少5分貝。通常，分貝的變化與星等的變化有關
{\displaystyle \Delta {\mathit {dB}}=-4\Delta m\,.}
例如，比參考值大1個星等（更暗）的對象將產生比參考值小4 dB的訊號，這可能需要通過將相機的能力新增盡可能多的分貝來補償。

## 参看
- 絕對星等
- 恆星亮度列表
- 最近亮星列表（英语：List of nearest bright stars）
- 鄰近恆星列表
- 勒克斯
- 面亮度
- 距离模数